# Loulans-Verchamp
Loulans-Verchamp är en kommun i departementet Haute-Saône i regionen Bourgogne-Franche-Comté i östra Frankrike. Kommunen ligger i kantonen Montbozon som tillhör arrondissementet Vesoul. År 2022 hade Loulans-Verchamp 457 invånare.

## Befolkningsutveckling
Antalet invånare i kommunen Loulans-Verchamp
| Referens: INSEE |